# Sinazongwe
Sinazongwe è un centro abitato dello Zambia, situato nella Provincia Meridionale e in particolare nel Distretto di Sinazongwe.